# 李奎林
李奎林（?—1912年），京劇鼓師，人稱李五、李五哥、李五爺。
以與譚鑫培的合作見知於世，曾多次傍譚進宮唱戲，並合錄京劇唱片，錄音時的琴師是梅雨田。
他與沈寶鈞齊名。